# Brzączowice
Brzączowice – wieś w Polsce, położona w województwie małopolskim, w powiecie myślenickim, w gminie Dobczyce, nad Zbiornikiem Dobczyckim.
W latach 1975−1998 miejscowość administracyjnie należała do województwa krakowskiego.

## Położenie
Pod względem geograficznym znajduje się na Pogórzu Wielickim. Przez wieś przebiega droga wojewódzka nr 967.

## Integralne części wsi
| SIMC    | Nazwa    | Rodzaj    |
| ------- | -------- | --------- |
| 0316648 | Dębnik   | część wsi |
| 0316654 | Górki    | część wsi |
| 0316660 | Kozińce  | część wsi |
| 0316677 | Podlesie | część wsi |
| 1050566 | Porabie  | część wsi |

## Historia
Wieś wzmiankowana po raz pierwszy w 1254 (jako Brenczowic) – stanowiła wówczas własność klasztoru Cystersów w Szczyrzycu. Od XV wieku podzielona pomiędzy majątek Piotra Ossowskiego a starostwo dobczyckie. W 1986 rozpoczęto użytkowanie Zbiornika Dobczyckiego, nad którego brzegami znalazły się Brzączowice. W ich pobliżu wybudowana została wieża, w której znajdują się pompy pobierające wodę pitną m.in. dla Krakowa. W związku z budową zbiornika do wsi przeniesiona została parafia, znajdująca się dotąd w Drogini.

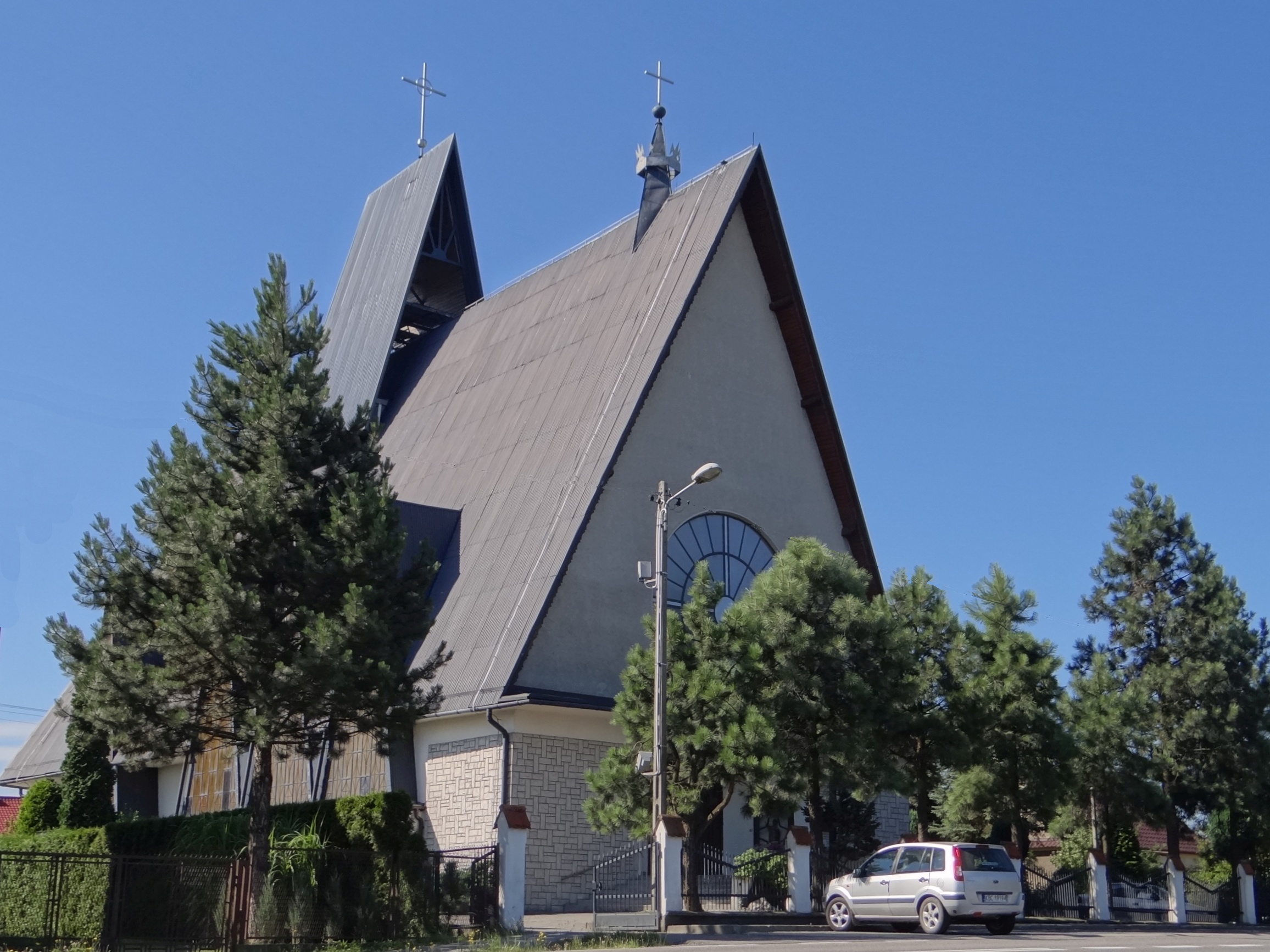
Kościół w Brzączowicach

## Zabytki
Obiekt wpisany do rejestru zabytków nieruchomych województwa małopolskiego.
- Pozostałość dworskiego założenia parkowego.

## Osoby związane z miejscowością
- Jan Maniecki (1895–1945), działacz niepodległościowy, kawaler Orderu Virtuti Militari.